# Bad Acid Trip
Bad Acid Trip es una banda experimental de los Estados Unidos que pertenece al sello discográfico de Serj Tankian, cantante de System of a Down, llamado Serjical Strike. Su álbum de 2004, Lynch the Weirdo, fue producido por Daron Malakian, guitarrista de System of a Down. En 2006 tocaron en el segundo escenario del Ozzfest veraniego por los Estados Unidos.

## Miembros de la banda

### Miembros actuales
- Dirk Rogers - voz.
- Keith Aazami - guitarra y coros.
- Caleb Schnider - bajo.
- José Pérez - batería.

### Exmiembros
- Joe Whitehouse - guitarra.
- Chris Mackie - bajo.
- Carlos Neri - batería.
- James Garren - batería.
- Mike Thrashead - batería.
- Phil de Sepsism - batería.

## Discografía

### Álbumes
- 1999: For the Weird by the Weird.
- 2004: Lynch the Weirdo.
- 2011: Humanly Possible

### EP
- 1995: B.A.T. Live at the Fudge.
- 1999: Remember EP.
- 2009: Symbiotic Slavery.

### Demos
- 1989-1992: 12 Pack and a Dime Demo.
- 1993: For Ken Demo.
- 1994: Live at the Hong Kong.
- 1995: Bad Acid Trip Demo.
- 1997: Live Songs for Repressed Apes.
- 2006: 2 Song Demo.

## Colaboraciones
- Dirk Rogers y Keith Aazami aparecen ambos en la canción Funbus del álbum de Buckethead & Friends Enter the Chicken.